# Huntsville (Missouri)
Huntsville is een plaats (city) in de Amerikaanse staat Missouri, en valt bestuurlijk gezien onder Randolph County.

## Demografie
Bij de volkstelling in 2000 werd het aantal inwoners vastgesteld op 1553.
In 2006 is het aantal inwoners door het United States Census Bureau geschat op 1629, een stijging van 76 (4,9%).

## Geografie
Volgens het United States Census Bureau beslaat de plaats een oppervlakte van
6,1 km², geheel bestaande uit land. Huntsville ligt op ongeveer 213 m boven zeeniveau.

## Plaatsen in de nabije omgeving
De onderstaande figuur toont nabijgelegen plaatsen in een straal van 16 km rond Huntsville.